# Фингшайдт, Нора
Нора Фингшайдт (нем. Nora Fingscheidt; род. 17 февраля 1983, Брауншвейг, Нижняя Саксония) — немецкий кинорежиссёр и сценарист.

## Биография
Родилась 17 февраля 1983 года в Брауншвейге.
С 2003 года жила в Берлине. Участвовала в работе самодеятельной киношколы filmArche в Берлине.
С 2008 по 2017 год изучала режиссуру в Баден-Вюртембергской киноакадемии.
В 2012 году приняла участие в программе Berlinale Talents.
Полнометражным дебютом 36-летней Норы Фингшайдт стал фильм «Крушительница системы» (Systemsprenger) о девочке Бенни (Хелена Ценгель), которую из-за серьёзных поведенческих и эмоциональных нарушений не могут адаптировать для нормальной жизни немецкие социальные службы. Премьера фильма состоялась в основной конкурсной программе 69-го Берлинского международного кинофестиваля в феврале 2019 года. На фестивале фильм получил приз Альфреда Бауэра за открытие новых перспектив в кино. В августе фильм выдвинут Германией на премию «Оскар» за лучший фильм на иностранном языке, однако не попал в шорт-лист. Фильм был номинирован на премию Европейской киноакадемии за лучший фильм. На церемонии вручения премии Deutscher Filmpreis 2020 года фильм получил восемь наград, в том числе Deutscher Filmpreis за лучший художественный фильм.
Поставила фильм «Непрощённая» (The Unforgivable) для стримингового сервиса Netflix о бывшей заключённой (Сандра Буллок).
Как режиссёр и соавтор сценария поставила фильм «Выгон», экранизацию автобиографического литературного дебюта шотландской журналистки Эми Липтрот о девушке Роне, которая возвращается из реабилитационного центра, где лечилась от алкогольной зависимости на малую родину — Оркнейские острова. Исполнительницей главной роли и исполнительным продюсером выступила Сирша Ронан. Премьера фильма состоялась на кинофестивале «Сандэнс» в январе 2024 года. Фильм попал в конкурсную программу «Панорама» 74-го Берлинского международного кинофестиваля в феврале.

## Личная жизнь
Живёт в Гамбурге. Родила сына.